# Blue laws (Îles Cook)
Pour les articles homonymes, voir Blue laws.
 (mars 2021).
Si vous disposez d'ouvrages ou d'articles de référence ou si vous connaissez des sites web de qualité traitant du thème abordé ici, merci de compléter l'article en donnant les références utiles à sa vérifiabilité et en les liant à la section « Notes et références ».
Les blue laws ("lois bleues" en français) sont la première législation écrite des îles Cook. Inspirées du Code des Lois de Raiatea, elles furent mises en place dès 1827 par les missionnaires de la London Missionary Society, John Williams et Charles Pitman avec l'assentiment des ariki. Par la suite, elles furent complétées à mesure que de nouveaux crimes apparaissaient dans l'archipel. La mouture définitive signée par cinq ariki (Makea Nui, Makea Karika, Tinomana, Pa et Kainuku) fut publiée en 1879. Une police des ariki (environ un sixième de la population totale) était chargée de faire respecter ces lois tandis que des juges, généralement des cadets des arikis prononçaient les sentences. Ces lois couvraient tous les aspects de la vie quotidienne insulaire, des crimes les plus graves (meurtres, assassinats) aux plus anecdotiques (adultère, consommation d'alcool, tatouage). Quant aux peines encourues, elles allaient de la condamnation à mort, à la simple amende en passant par la mise aux fers ou divers travaux pour la communauté (débroussailler, travailler sur les routes, casser du corail utilisé pour la construction des maisons en durs)
Quelques exemples de lois bleues
- Meurtre

"Celui qui tue un autre homme devra lui aussi mourir. S'il échoue dans sa tentative, il sera condamné à un an de prison et mis à la disposition du chef  pour  effectuer autant de travaux forcés que ce dernier lui assignera".
- Adultère

"Si un homme marié s'empare de l'épouse d'un autre, il sera condamné à une amende de 20$ dont la moitié reviendra à son chef et l'autre moitié au mari lésé. La même amende devra être payée par la femme. Si un homme non marié s'empare d'une femme mariée ou qu'une femme non mariée parte avec un homme marié, ils devront également s'acquitter d'une amende de 20$ répartie de la même manière. Si un homme non marié et une femme non mariée forniquent ensemble, l'amende sera de 8$ (4$ chacun) payée à leur chef respectif."
- Vol de cochon

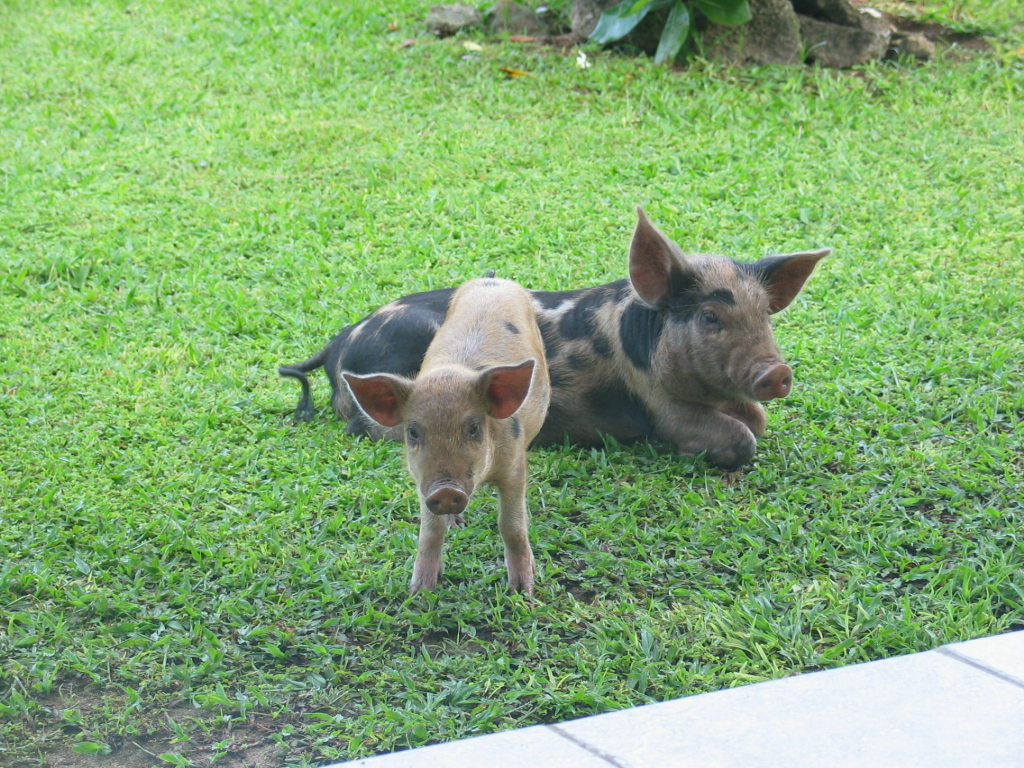
Cochons d'Aitutaki

"Pour un vol de cochon, le contrevenant devra payer quatre cochons de valeur égale à celui volé. L'un ira au chef, l'un à la police et deux au propriétaire lésé. Si le voleur n'a lui-même pas de cochons, il devra payer en argent la valeur de quatre cochons. Si le cochon volé a été consommé, tous ceux ayant participé au festin devront rembourser la valeur de deux cochons."
- Celui qui néglige ses champs

"Son nom sera affiché et sa fainéantise dénoncée régulièrement au son du tambour". Si à la fin de l'année, sa plantation est toujours aussi négligée, il devra s'acquitter de la construction de 10 toises de routes.
- Tatouage

"Il est interdit aux hommes comme aux femmes de se tatouer le corps. L'amende est de 4$"
- Jeux de cartes

"Jouer aux cartes est interdit. Quiconque enfreint cette loi devra payer l'amende suivante :  10$ pour celui à qui appartiennent les  cartes et 5$ pour chacun des joueurs".
- Ivresse

"Si un homme est pris en état d'ivresse, il sera condamné à un amende de 6 $ quelle que soit la boisson consommée. S'il cause des dommages à une maison, l'amende sera de 10$. Si deux hommes saouls se battent, ils devront s'acquitter chacun d'une amende de 10$."
- Consommation et fabrication de Bush Beer (bière de brousse)

"Si une personne est prise en train de consommer de la Bush Beer, l'amende sera de 6$ pour le consommateur et de 10$ pour celui qui l'aura fabriquée. Si sa consommation a lieu lors du Sabbath (Dimanche), l'amende sera de 15$."